# コントラバス
コントラバス （英語: contrabass/double bass [ダブルベース]）は、オーケストラなどで最低声部を受け持つ弦楽器。クラシック音楽では主に弓を使って演奏するが、ポピュラー音楽では一般的に指を使って演奏する（ピッツィカート奏法）。
略号は「Cb」。4本または5本の弦を持つ大型の弦楽器である。短縮して単にバス、もしくはベース (Bass) と呼ぶこともある。コントラバス、ストリングバス、ダブルベース、アップライトベース、アコースティックベース、ウッドベース、弦バス（和製英語）などの呼び方が存在する。ウッドベースは、音楽用語としての使用頻度が高い。また、フォーク・ミュージックやブルーグラス、カントリーなどではベース・フィドル、ベース・バイオリンなどの呼び方をされる場合もあった。

## 関連用語
コントラバスとは別に、電気楽器としてエレクトリックベース、電子楽器としてシンセベース（キーボードベース）、アコースティック楽器としてアコースティック・ベース・ギターも存在する。また、エレクトリック・アップライト・ベースもある。なお、ダブル・ベース・ドラムという用語があるが、こちらはドラムスを構成する打楽器の組み合わせに関する用語で、1つのドラムセットにベースドラム（バスドラム）を2個使っているという意味でダブルであり、本項で扱う低音域楽器に関する用語ではない。

## 歴史
類似する低音弦楽器であるチェロがヴァイオリン属の楽器であるのに対して、コントラバスに見られる、なで肩の形状、平らな裏板、4度調弦、弓の持ち方（ジャーマン式）といった特徴はヴィオラ・ダ・ガンバ属に由来する。現代のコントラバスはヴァイオリン属とヴィオラ・ダ・ガンバ属の中間に位置する楽器となっており、どちらに分類するかは分類者の考え方によって異なる（ヴィオローネを参照）。

## 構造

### 楽器
共鳴胴は瓢箪型で棹が付いている。形によって「ガンバ型」「バイオリン型」「ブゼット型」などのバリエーションがある。中央のくびれは古い擦弦楽器において弓を使うのに邪魔にならないような形状にした名残で、ヴァイオリン属にもヴィオラ・ダ・ガンバ属にも共通するものである。
ヴァイオリン同様表板と裏板は独立しており、表板は湾曲している。ただし、湾曲した裏板を持つラウンドバック、平面の裏板を持つフラットバックと呼ばれる2つの構造が存在する。フラットバック裏板内側面には、ラウンドバックには無い力木（ブレイス）が接着されている。ヴァイオリンやヴィオラ、チェロと違いなで肩であるが、これはヴィオラ・ダ・ガンバ属のなごりであり、これによってハイポジションでの演奏が容易になっている。駒は弓で特定の弦をこするのに適すよう、弦の当たる位置が湾曲しているが、形の比率は他のヴァイオリン属に比べて背が高い。尾部にはエンドピンを備えており、これを床に刺して演奏する。
ヴァイオリンの構造と同じく、駒の高音弦側の脚が接触している位置で、表板の裏側に接して魂柱（こんちゅう）と呼ばれる柱が立っており、表板と裏板に接している。駒の低音弦側の脚が接触している位置で、表板の裏側に接してバス・バーと呼ばれる力木（ブレイス）が接着されている。弦の振動は魂柱を支点とし、てこの原理により振動が増幅され、主にバス・バーによって表板全体を振動させる。またその一部の振動は魂柱を通して裏板に伝わり、共鳴胴全体が振動するのである。棹から駒を経て楽器の尾部の緒留めまで弦が張られ、弦を押さえるための指板が張られている。
全長は約170 - 200cm程度、弦の実効長も約95 - 120cm程度と、それぞれ全体の約2割ものばらつきがあり、この割合は他の純粋なヴァイオリン属の楽器より遥かに大きい。また、共鳴胴の容積により、3/4、1/2などの小さいサイズの楽器が、体の小さい女性や子供用に生産されている。また国によっても基準の大きさが異なり、ヨーロッパにおける3/4サイズが、日本における4/4（フルサイズ）に該当する。

### 弓
ヴァイオリンの弓と同様、逆に湾曲し馬の尾の毛が張られる。毛留め（フロッグ）の箱の大きさと棹の長さによって、ジャーマン・ボウ（同系統のヴィオラ・ダ・ガンバ属での使用弓）フレンチ・ボウ（ヴァイオリン属での使用弓）との2種に大別される。毛には松脂を塗り、これで摩擦係数を高めて弦をこする。使われる松脂は他の弦楽器のものに比べて粘性の高いものを用いる奏者が多いが、音質や演奏性の好みで他の弦楽器のものを使う奏者もいる。
また、その他の弦楽器にはほとんど用いられない黒い毛が使われることもある。

## コントラバスの音
コントラバスは、その太く低い音が特徴的である。
現在の一般的な調弦は、4弦の場合、高い方から中央ハの1オクターブと完全4度下のト（G、ソ）、以下完全4度ごとにニ（D、レ）、イ（A、ラ）、ホ（E、ミ）であり、それぞれ、第1弦=G線、第2弦=D線、第3弦=A線、第4弦=E線と呼ばれる。5弦の場合はさらに低い弦として第5弦を備えており、レスピーギなどの場合はロ（H、シ）またはベートーヴェンの場合はハ（C、ド）に調弦する。楽器の構造が完成するのが比較的遅かったこともあり、19世紀初期までは3弦（高い方からG、D、Aの四度調弦やA、D、Gの五度調弦もあった）の楽器など、弦の数や調弦がさまざまな楽器が混在していたが、現在では上記の調弦による4弦または5弦の楽器にほぼ統一されている。
なお、独奏の場合には、これよりも長2度高く調弦することがある。コントラバスのパガニーニとも呼ばれているイタリアのバス奏者、ボッテジーニが考案したこの調弦法を「ソロチューニング」と呼び、輝かしく、よく通る独奏向きな音質に変わる。やや細く作られた弦（通称「ソロ弦」）を使用することも多い。
一般に調弦はD線もしくはA線から初め、フラジオレット（ハーモニクス）を用いて、隣同士の弦を合わせる。
4弦のコントラバスには一番低い弦の音をEから下にCまでの各音に切り替えられるようにする装置（C装置）を取り付けたものもある。その場合、チェロの最低音より1オクターブ低い音まで出すことができる。

## 記譜
チェロと同様、主としてヘ音記号を使って書かれるが、書かれた音より1オクターブ低い音が出る（1オクターブ高く書かれる）。これにより、チェロと同じ楽譜を使えば合奏時に低音に1オクターブの重なりを得ることができる。通常の4弦コントラバスの最低音はホ（E、ミ）であるが、これにC装置を取り付けたり5弦コントラバスを用いたりしてより低い音を出せるようにするのは、チェロの最低音の1オクターブ下の音を得るために他ならない。
独奏曲の楽譜には実音で表記されているものもある。また、ソロチューニングの時は同じ記譜で同じ演奏法となるように、短7度低い音の出る移調楽器として書かれる。高音部はテノール記号またはヴァイオリン記号を用いる。コントラバスの独奏曲の作品には、このソロチューニングで書かれているものが多い。
なお、フラジオレットに関しては過去よりさまざまな記譜法があるので注意を要する。
例：
- 通常の音符の上に、フラジオレットであることを示す記号（「○」など）を書く。
この場合、通常の音符と同じ移調がなされているものと見なすことがほとんど。
- 菱形の音符で、実音として書く。
- 同じく菱形の音符で、通常の音符と同じ移調をして書く。
- そのフラジオレットを出すために押さえる弦と場所だけを指示しておく。
例えば、D線上で開放弦の短3度上のF付近に、開放弦より2オクターブと完全5度上のAが出せる場所がある。このAを演奏させたい場合は、使う弦としてDを通常の音符で、触るべき場所（に最も近い音であるF）を菱形の音符で、同じ譜尾にまとめて和音のように書く。
この記譜法の場合、調号によっても触る場所が変わってくることがままあるため特に注意が必要である。例えば、上述の箇所は調の都合であらかじめシャープがついていることも多く、その場合はFシャープ付近を触ることになる。実音は上述のAより短3度低いFシャープ。
この記譜法はモーリス・ラヴェルなどの曲に散見される。

など。

## 演奏方法

### 楽器の構え方

#### 立奏
立って演奏する場合、立てた楽器の横に左半身を添わせて左足や腰の左側で楽器を支えることが多い。各弦の低音の演奏には、左手の指をポジション（後述）に置き、親指を中指にほぼ対向させて、棹を挟む。高音部では親指も弦を押さえるのに使うため弦の上に置き、左半身で楽器を抱え込むようにする。

#### 座奏
交響曲など、長い曲を弾く時には椅子を使うことも多い。椅子は座っても立ったときと姿勢があまり変わらないような高いもの（専用として設計されているものが市販されている）を使い、立って演奏するときより楽器をいくぶん寝かせて構える奏者も多い。

### 奏法

#### 右手
弦を弓で奏する「アルコ奏法」、指で弾く「ピッツィカート奏法」の2種類が一般的な奏法として用いられている。また、惑星 (組曲)などで用いられる、弓の木の部分を使って弾くコル・レーニョという奏法もある。

##### アルコ奏法（arco）
右手で弓を使って演奏する。コントラバスの歴史的背景により、弓は「ジャーマン・ボウ」と「フレンチ・ボウ」の2種類が存在する。
ジャーマン・ボウは、同属であるヴィオラ・ダ・ガンバ属で使われる弓（現在でもバロック・ボウとして購入出来る）の形を残している弓である。弓の持ち方はヴィオラ・ダ・ガンバ属特有であり、毛箱を下から包み込むようにして持つ。
フレンチ・ボウは、現代のヴァイオリンやヴィオラ、チェロの弓と同じ構造の弓である。弓の持ち方はチェロの場合と似ている。ジョバンニ・ボッテジーニが考案したとされる。

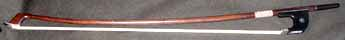
ジャーマン・ボウ

従来、日本国内ではジャーマン・ボウでの教育が一般的であった。この原因として、鎖国中のオランダとの関係や戦時中のドイツとの同盟など、音楽を含めた西洋文化との関係性においてゲルマン系の影響が強かったことが考えられる。しかし、1990年代以降はフランス式の有用性を選択する人間も増え、現在では演奏者および指導者を探す点でも差異は殆ど存在しない。また、根本的に別種の歴史と有用性を持つ奏法のため、どちらもアップライト構造の楽器だがコントラバスではジャーマン、チェロではフレンチと使い分ける奏者も多く存在する。

###### 運弓
弓の使い方を運弓という。
弓は右手で持ち、弦を弦の張ってある方向に対して垂直方向にこするのが基本である。楽器を構えたとき、弦はほぼ鉛直方向に張ってあるので弓は水平方向に、すなわち奏者から見て左右に動かすことになるが、他のヴァイオリン属楽器と同様、右に引くのを下げ弓（ダウン・ボウ：記号）、左に押すのを上げ弓（アップ・ボウ：記号）と呼ぶ。てこの原理により、弓の元（手に近い方）で弾く方が力をかけやすいため、ダウン・ボウの方が大きな音が出しやすく、強拍に向いている。また、アップ・ボウは弱拍やクレッシェンドに向いている。
弓を当てる位置は、基本的には指板の下端と駒の間である。指板寄りでは柔らかい音が、駒寄りでは固くて大きい音が出るので場合によって使い分ける。

##### ピッツィカート奏法（pizzicato, pizz.）
弦を指ではじく奏法（ピッツィカート）である。ポピュラー音楽ではこちらが一般的である。また、ジャズ、ロカビリー、カントリー、ブルーグラス、ジャグバンドミュージックではスラップ奏法（クラシックにおけるバルトーク・ピッツィカートに近い）と呼ばれる特殊なピッツィカートも使われる。

#### 左手

##### 運指
左手の指の使い方を運指という。
弦は弓で弾くだけでは調弦したときの音（開放弦）しか出ない。左手の指で弦を指板に押しつけることによって弦長を短くし、より高い音を出すことができる。
指は、人差し指を1、中指を2、薬指を3、小指を4という。親指は高音部にのみ使われる。記号はである。
ヴァイオリンでは1と4の間隔は7 - 8半音に達するが、コントラバスでは2半音にしかならない。開放弦の半音上に1を置くと、2がその半音上、4がさらに半音上（1の2半音上）にあたる。このような手の位置をポジションという。
各弦の音とポジションの関係は次の通りである。0は開放弦である。
| I弦      | G | G# | A  | Bb | B  | C | C# | D | D# | E  | F | F#   | G | G# | A  | Bb | B  | C | C# | D |
| II弦     | D | D# | E  | F  | F# | G | G# | A | Bb | B  | C | C#   | D | D# | E  | F  | F# | G | G# | A |
| III弦    | A | Bb | B  | C  | C# | D | D# | E | F  | F# | G | G#   | A | Bb | B  | C  | C# | D | D# | E |
| IV弦     | E | F  | F# | G  | G# | A | Bb | B | C  | C# | D | D#   | E | F  | F# | G  | G# | A | Bb | B |
| -------- | - | -- | -- | -- | -- | - | -- | - | -- | -- | - | ---- | - | -- | -- | -- | -- | - | -- | - |
|          | 0 | 1  | 2  | 4  |    |   |    |   |    |    |   |      |   |    |    |    |    |   |    |   |
| 0        |   | 1  | 2  | 4  |    |   |    |   |    |    |   |      |   |    |    |    |    |   |    |   |
| 0        |   |    | 1  | 2  | 4  |   |    |   |    |    |   |      |   |    |    |    |    |   |    |   |
| 0        |   |    |    | 1  | 2  | 4 |    |   |    |    |   |      |   |    |    |    |    |   |    |   |
| 0        |   |    |    |    | 1  | 2 | 4  |   |    |    |   |      |   |    |    |    |    |   |    |   |
| 0        |   |    |    |    |    | 1 | 2  | 4 |    |    |   |      |   |    |    |    |    |   |    |   |
| 0        |   |    |    |    |    |   | 1  | 2 | 4  |    |   |      |   |    |    |    |    |   |    |   |
| 0        |   |    |    |    |    |   |    | 1 | 2  | 4  |   |      |   |    |    |    |    |   |    |   |
| 0        |   |    |    |    |    |   |    |   | 1  | 2  | 4 |      |   |    |    |    |    |   |    |   |
| 0        |   |    |    |    |    |   |    |   |    | 1  | 2 | 3    |   |    |    |    |    |   |    |   |
| 0        |   |    |    |    |    |   |    |   |    |    | 1 | 2    | 3 |    |    |    |    |   |    |   |
| 0        |   |    |    |    |    |   |    |   |    |    |   | 1    | 2 | 3  |    |    |    |   |    |   |
| 0        |   |    |    |    |    |   |    |   |    |    |   | 親指 | 1 | 1  | 2  | 2  | 3  | 3 | 3  |   |
| (以下略) |   |    |    |    |    |   |    |   |    |    |   |      |   |    |    |    |    |   |    |   |

## 教則本
- シマンドル、『新コントラバス教本』 第1巻/第2巻、カール・フィッシャー社
- シマンドル、『30の練習曲』 、カール・フィッシャー社
- ルートヴィヒ・シュトライヒャー、『コントラバス奏法』（上・下） 長谷川悟 訳、音楽之友社　ISBN 4-27647-781-6 /　ISBN 4-27647-782-4

## 主なコントラバス奏者
五十音順に並んでいる。

### クラシック音楽

#### 世界
- ギャヴィン・ブライアーズ[注 1]
- ゲーリー・カー
- セルゲイ・クーセヴィツキー
- ルートヴィヒ・シュトライヒャー
- ヨハン・マティアス・シュペルガー
- ドメニコ・ドラゴネッティ
- ジョヴァンニ・ボッテジーニ
- ジュリアス・レヴァイン
- ジェイ・レオンハート

#### 日本
- 池松宏
- 稲木良光
- 河原泰則
- 北崎千代佳
- 黒木岩寿
- 永島義男
- 松野茂
- 蓑輪裕之
- 森武大和
- 山本修

### ポピュラー音楽

#### 世界
- ロン・カーター[注 2]
- レイ・ブラウン[6]
- カーリー・ラッセル
- スタンリー・クラーク

## その他のベース楽器奏者
- ブーツィ・コリンズ
- ラリー・グレアム

## 主なコントラバス楽曲
- ヨハン・バプティスト・ヴァンハル - コントラバス協奏曲ニ長調
- カール・ディッタース・フォン・ディッタースドルフ - コントラバスと管弦楽の協奏曲　ホ長調
- カール・ディッタース・フォン・ディッタースドルフ - ヴィオラ・コントラバスと管弦楽の協奏曲　ニ長調
- セルゲイ・クーセヴィツキー - コントラバス協奏曲嬰ヘ短調 op.3
- ヒンデミット - コントラバス・ソナタ
- ニコス・スカルコッタス - コントラバス協奏曲
- サン＝サーンス - 「動物の謝肉祭」より「象」
- アストル・ピアソラ - 「キテョ」
- ジョヴァンニ・ボッテジーニ - コントラバス協奏曲ロ短調、エレジー
- アルフレッド・デザンクロ - コントラバスとピアノのための「アリアとロンド」